# 조나타스 데 제수스
조나타스 크리스티안 데 제수스(포르투갈어: Jonathas Cristian de Jesus, 1989년 3월 6일 ~ )는 인도의 구단인 오디샤에서 공격수로 활약하고 있는 브라질의 축구 선수이다.
그는 크루제이루 유소년팀 출신이며 2008년 10월 당시 에레디비시 우승팀인 AZ로 이적을 하게 되면서 유럽 무대에 처음 모습을 내밀었다.
2017년 8월 22일 푸스발-분데스리가의 소속팀인 하노버 96에 이적하였다.